# Maritta Becker
Maritta Becker (* 11. März 1981 in Heilbronn) ist eine ehemalige deutsche Eishockeyspielerin. Sie gewann mehrere deutsche Meistertitel und spielte bei den Olympischen Winterspielen 2002 in Salt Lake City, 2006 in Turin und 2014 in Sotschi für die deutsche Nationalmannschaft. Zwischen 2010 und 2013 war sie Cheftrainerin der deutschen U18-Nationalmannschaft der Frauen. 

## Karriere
Maritta Becker begann ihre Karriere 1991 im Alter von zehn Jahren beim Heilbronner EC bei, bei dem zusammen mit ihren Brüdern den Eishockeysport erlernte. Sie spielte damals als einziges Mädchen unter Jungs. 1996 wechselte ihr damaliger Trainer, Danilo Valenti, zum Mannheimer ERC und Becker folgte ihm dorthin. Beim MERC war sie zunächst in der Jugend-Bundesliga und bald auch in der Fraueneishockey-Bundesliga aktiv. Im Februar 1995 wurde sie erstmals in den Kader der deutsche Nationalmannschaft berufen. Dreimal wurde sie mit dem Frauenteam aus Mannheim deutscher Meister. Nach ihrem Wechsel in die Schweiz im November 2001 spielte sie in der dortigen Leistungsklasse A für den HC Lugano, den DHC Lyss und den DSC Oberthurgau. Von 2007 bis 2009 spielte sie beim schwedischen Club AIK Solna und gewann mit diesem 2008 den IIHF European Women Champions Cup sowie 2009 die schwedische Meisterschaft.
2009 kehrte sie nach Deutschland zurück, wo sie ein Studium zum Sportlehrer an der TU München begann und ihre aktive Sportlerlaufbahn unterbrach. Zudem wurde sie Cheftrainerin der deutschen U18-Nationalmannschaft der Frauen, mit denen sie bei den Olympischen Jugend-Winterspielen 2012 in Innsbruck die Bronzemedaille errang.
Ab 2012 gehörte sie wieder der deutschen Eishockeynationalmannschaft der Frauen an und nahm 2014 mit dieser an den Olympischen Spielen in Sotschi teil. Zudem spielte sie je eine Saison für den ESC Planegg und den ERC Ingolstadt in der Bundesliga und gewann dabei 2013 ihren vierten deutschen Meistertitel.
2012 wurde sie als dritte Frau in die Hall of Fame Deutschland aufgenommen.
International hat sie für die deutsche Nationalmannschaft 271 Länderspiele bestritten und dabei 89 Tore erzielt und 98 Vorlagen gegeben.
Von 2014 bis 2024 arbeitete sie als Fitnesstrainerin des ERC Ingolstadt aus der Deutschen Eishockey Liga.

## Trainererfahrung
- Assistenzdozentin für Fraueneishockey an der Eidgenössischen Technischen Hochschule Zürich (ETH)[9]
- Teilnehmerin am IIHF Development Camp in Virumäki (FIN) 2004
- Trainerin des Lady’s Camp des Deutschen Eishockey-Bundes
- Nationaltrainerin der deutschen U18-Fraueneishockeynationalmannschaft 2010–2013
- Co-Trainerin des deutschen Fraueneishockey-B–Nationalteams
- Fitnesstrainerin des ERC Ingolstadt (2014–2024)
- Co-Trainerin des ERC Ingolstadt (2015–2016)

## Sportliche Erfolge
- Olympische Winterspiele
  - Olympia 2002 – 6. Platz
  - Olympia 2006 – 5. Platz
- Weltmeisterschaften
  - WM 1999
  - WM 2000
  - WM 2001
  - WM 2004 – 6. Platz
  - WM 2005 – 5. Platz
- 1998 Deutscher Meister mit dem Mannheimer ERC
- 1999 Deutscher Meister mit dem Mannheimer ERC
- 2000 Deutscher Meister mit dem Mannheimer ERC
- 2008 Gewinn des IIHF European Women Champions Cup mit dem AIK Solna
- 2009 Schwedischer Meister mit dem AIK Solna
- 2013 Deutscher Meister mit dem ESC Planegg

## Karrierestatistik

### International
(Legende zur Spielerstatistik: Sp oder GP = absolvierte Spiele; T oder G = erzielte Tore; V oder A = erzielte Assists; Pkt oder Pts = erzielte Scorerpunkte; SM oder PIM = erhaltene Strafminuten; +/− = Plus/Minus-Bilanz; PP = erzielte Überzahltore; SH = erzielte Unterzahltore; GW = erzielte Siegtore; 1 Play-downs/Relegation; Kursiv: Statistik nicht vollständig)